# Agostino Bausa
Agostino Bausa (ur. 23 lutego 1821 we Florencji, zm. 15 kwietnia 1899 tamże) – włoski duchowny katolicki, arcybiskup Florencji, kardynał, dominikanin.

## Życiorys
Bliski współpracownik papieża Leona XIII, w styczniu 1882 otrzymał godność mistrza Pałacu Apostolskiego. W maju 1887 został wyniesiony do godności kardynalskiej, z tytułem diakona S. Maria in Domnica. W grudniu 1887 objął funkcję prezydenta Papieskiej Akademii Religii Katolickiej w Rzymie. W lutym 1889 został mianowany arcybiskupem rodzinnej Florencji, jednocześnie papież promował go do godności kardynała prezbitera (z tytułem S. Sabina) i sam udzielił mu sakry biskupiej w Watykanie (24 marca 1889).
Zmarły po 10-letnim okresie sprawowania godności arcybiskupa kardynał Bausa został pochowany na cmentarzu w Soffiano.